# 豬口有佳
豬口有佳（日语： Inokuchi Yuka，1978年6月5日—）是日本女性聲優。所屬經紀公司是賢Production。福岡縣久留米市出身，曾以本名活動，現在則改用（讀音與本名相同）的名義活動。血型O型。身高153CM。代表作有《愛的魔法》神城凜、《魔法老師》札吉·雷妮蒂。2009年新年結婚，並於同年春天產子。

## 演出作品

### 電視動畫
※粗字為主要演出角色
2001年
- 麵包超人（星之鳥）

2002年
- 青出於藍（ウズメ）
- 十二國記（受付嬢）

2003年
- 青出於藍〜缘〜（ウズメ）
- 愛的魔法（神城凜）

2004年
- 詩∽片（智子）
- 女孩萬歲（ヒナタ）
- 下級生2（白井夕璃）

2005年
- 我們這一家（0歲的花柚子 等）
- 增血鬼果林（真紅杏樹）
- Canvas2（鷺之宮紗綾）
- 魔法老師（札吉·雷妮蒂）
- 我們的仙境（櫻木空）

2006年
- 武裝鍊金（若宮千里）
- 零之使魔（塔帕莎）

2007年
- 地獄少女二籠（藤卷真里）
- 風之聖痕（篠宮由香里）
- BLUE DROP（オペレーター）
- 名偵探柯南（女子）
- 魔法人力派遣公司（幽靈少女）
- 零之使魔 雙月騎士 （塔帕莎）

2008年
- 戀姬無雙（董卓）
- 零之使魔 三美姬的轮舞（塔帕莎）
- 夜櫻四重奏（館林火奈）

2010年
- 緣之空（依媛奈緒）

2011年
- Dragon Crisis!（奧德愛）

2012年
- 零之使魔F（塔帕莎）
- 戀愛與選舉與巧克力（猿江愛）

2013年
- 人魚又上鉤（寶滿）
- 夜櫻四重奏 -花之歌-（館林火奈）

2016年
- Concrete Revolutio～超人幻想～ THE LAST SONG（片桐）
- 蠟筆小新（女客人）
- 哆啦A夢（小桃、可愛的貓咪）
- 名侦探柯南（广濑纯子 #840）

2017年
- 悠久持有者：魔法老師！ 第2部（札吉·雷妮蒂）
- Dies irae（露薩爾卡·施威格林）

### OVA
2013年
- 人魚又上鉤（寶滿）※漫畫第9集附DVD特裝版

2017年
- NEKOPARA（香草）

### 遊戲
- 桃色大戰（みまさかいづみ）
- 月東日西 〜Operation Sanctuary〜（野乃原結）
- Canvas2（鷺ノ宮紗綾）
- 嬌蠻之吻 〜Mighty Heart〜（近衛 素奈緒）
- 戀姬†夢想（董卓）
- 和你在一起（月城みみ）
- 閃耀十字軍 GoGo!（サリー）
- 時間跳躍（葉山悠）
- 公主戀人! 〜Eternal Love For My Lady〜（藤倉優）
- 天津御空！雲之盡頭（帷千紗）
- Strawberry Nauts（八束愛姬）
- Fire Emblem Heroes（希爾科）

### 廣播劇CD
- 歌姬（瑪莉亞）
- 下級生2〜季花詩集（Anthology）〜主題曲&廣播劇CD（白井夕璃）
- 開運☆野望神社 on CD 系列
- 魔獸遊戲王（小田千冬、花子、ゲビル9）
- 夢幻騎士II 廣播劇專輯 〜Condition of Knight
- 夢幻騎士II 廣播劇專輯 〜Pride of Knight
- 夢幻騎士III 廣播劇專輯 〜The Missing Memory
- 最終神話戰爭伊特奧佩拉 原創廣播劇CD 第2章 彷徨的冥界之門（俾格米）
- 嬌蠻之吻 廣播劇CD（近衛素奈緒）
- 廣播劇CD Dragon Crisis!（愛（奧德愛））
- 月東日西廣播 1 - 6
- 聖火降魔錄 回聲 另一位英雄王 廣播劇CD 異國之空 黎明之森（シルク）
- Fate 二次創作廣播劇CD 廣播育兒戦争（遠坂凛）
- 武装鍊金 廣播劇CD（若宮千里）
- 波族傳奇（メリーベル）
- 愛的魔法 原聲帶Vol.2（神城凛）
- 廣播劇CD from TV animation 月東月西 第1－3卷（野乃原結）
- 富士見廣播劇CD精選 風之聖痕（篠宮由香里）
  - 風之聖痕 月刊Dragon Age 2007年9月號附錄②廣播劇CD版（篠宮由香里）

### 實際演出
- 魔法老師 麻帆良學園中等部2-A：一學期特典DVD 麻帆良學園中等部2-A：入學式
- 魔法老師 麻帆良學園中等部2-A：班會
- 魔法老師 大麻帆良祭

### 廣播節目
- 豬口有佳的Holly Kingdom Night
- 豬口有佳的Healthy Merci☆
- August放送局 月東日西廣播
- 廣播育兒戰爭（遠坂凛）※ 同人網路廣播，非官方。
- （2006年）
- （網路電視：2007年3月9日－2007年11月9日）
- 歌廣播（Kurofune ZERO官方網站限定配信：2008年11月）

### 舞台
- なば缶二本目「Fairy Tail Allegory」（2013年3月5日－3月10日，中目黑Kinkero）

### 彈珠機
- CR魔法老師（2017年，札吉·雷妮蒂[2]）

### 其他
- 可愛巧虎島
- 舞華蒼魔鏡（帕秋莉·諾蕾姬）